# Eric Kahl
Eric Andre Kahl, född 27 september 2001 i Solna, är en svensk professionell fotbollsspelare som spelar för AGF i Superligaen och det svenska U21-landslaget.
Kahl representerade AIK från att han var fyra år gammal, då han gick med i klubbens knatteskola. Därifrån gick han från ungdoms- och juniorlag hela vägen till A-laget. Kahl skrev i oktober 2019 på sitt första professionella kontrakt med klubben. Han spelade totalt 33 matcher för AIK, varav 29 i Allsvenskan. I juli 2021 skrev Kahl på för den danska klubben AGF.
Sedan augusti 2020 tillhör Kahl det svenska U21-landslaget. Han hade dessförinnan inte representerat något av Sveriges ungdomslag, utöver träning med U18-laget men utan speltid.

## Klubblagskarriär

### AIK:s ungdomsakademi
Kahl började spela fotboll för moderklubben AIK när han var 4 år gammal. Väl i klubbens ungdomslag gick han hela vägen från knatteskolan till ungdoms- och juniorlag hela vägen till A-laget.

### AIK
Kahl skrev på sitt allra första professionella kontrakt med AIK den 17 oktober 2019. Avtalet gjorde honom bunden till klubben ända fram till den 31 december 2022. I samband med kontraktskrivandet sa Kahl: 
| ”           | Det känns fantastiskt kul att skriva på för den största klubben i Skandinavien och jag ser fram emot att jobba hårt för att bidra till lagets framgångar. Jag kommer från en familj där alla håller på AIK så det känns mycket stort. | „ |
| – Eric Kahl | |   |

#### Säsongen 2020
Kahl gjorde sin allsvenska debut för AIK i en 2–2-match mot Malmö FF den 28 juni 2020 på Friends Arena i Stockholm. Efter matchen hyllades Kahl stort av media och även av den dåvarande huvudtränaren Rikard Norling. Norling menade på att Kahl gjorde en enkel och stabil insats. Men Kahl själv var självkritisk och sa i en intervju efter matchen att han hade några växlar till att lägga i. Kahl tyckte att han kunde skjutit lite oftare i första halvlek och varit lite mer involverad i spelat. Han ville även mena på att han var otroligt stolt över att fått göra sin debut för moderklubben.
Kahl gjorde sin första assist i allsvenskan den 18 oktober 2020 när AIK spelade hemmamatch på Friends Arena mot rivalen IFK Göteborg. Assisten kom i den 61:a matchminuten när Kahl skickade fram en boll till Henok Goitom som sedan kunde placera bollen i det högra krysset efter att han skjutit utanför straffområdet. Målet innebar 2–0-ledning till AIK och det var även det som slut siffrorna skrevs till.
I november 2020 bekräftade AIK:s sportchef Henrik Jurelius att klubben mottagit ett bud på Kahl, men man valde att neka, anledning? Budet ska helt enkelt ha varit för lågt för att AIK skulle gå med på att göra en affär. Eric Kahls agent Fredrik Söderström bekräftade i en intervju att det fanns intresse för Kahl redan under sommaren 2020, men att det då inte kommit in något konkret bud. I september 2020 skrev den portugisiska tidningen A Bola att Primeira Liga-klubben Famalicão visat intresse för Kahl. Enligt Transfermarket.com mätning från den 10 december 2020 låg Kahls värde runt 1 miljon euro, vilket motsvarade cirka 10 miljoner kronor.

#### Säsongen 2021
Under början av 2021 fick AIK ett bud på Kahl från New York Red Bulls på cirka fem miljoner kronor, ett bud som AIK menade på var "skamligt" då man krävde minst 15 miljoner mer för att släppa honom. Det ska även ha funnit intresse för Kahl från den belgiska klubben Club Brügge samt från italienska klubbar. Kahl sa även i en intervju med fotbollskanalen att det är i AIK han ska spela i minst framtill sommaren 2021.
Kahl och AIK startade säsongen 2021 med en träningsmatch mot AIK:s samarbetsklubb Vasalunds IF på Friends Arena. AIK förlorade matchen med 2–0 efter två snabba mål i början av gästerna. AIK spelade sedan ytterligare tre träningsmatcher mot Örebro SK två gånger och IF Elfsborg en gång (3–1, 0–1, 1–0), alla matcher spelades på Friends Arena.
Tävlingsmatcherna började sedan den 20 februari 2021 med en cupmatch mot Oskarshamns AIK. Kahl och AIK vann matchen med 2–1 och Kahl spelade hela matchen. I den andra matchen i cupen slog AIK AFC Eskilstuna hemma med 4–0 och Kahl spelade 68 minuter innan han ersattes av Yasin Ayari. Inför vad som komma att blev den sista matchen i svenska cupen för Kahl och hans AIK var ett derby mot ärkerivalen Hammarby IF. Hammarby drog det längst strået i derbyt och vann matchen med 3–2, vilket gjorde att AIK inte gick vidare från gruppspelet efter att man då slutat tvåa i gruppen. I matchen fick Kahl en tuff tackling av Hammarbys Richard Magyar, som även fick rött kort. Detta ledde till att Kahl missade de inledande matcherna av Allsvenskan 2021. Den 30 april 2021 bekräftade Bartosz Grzelak att Kahl skulle vara borta fram till EM-uppehållet 2020.
Kahl gjorde comeback den 26 maj 2021 i en träningsmatch mot Västerås SK som AIK vann med 3–1. Mycket tack vare Bojan Radulović som gjorde alla AIK:s mål och därmed hattrick. Den 4 juli 2021 gjorde Kahl allsvensk comeback när han startade i en 2–1-förlust mot BK Häcken på Bravida Arena. Mindre än en vecka efteråt startade han mot Varbergs BoIS hemma på Friends Arena. Detta var den första matchen AIK spelade framför publik på 488 dagar då coronapandemin hade stoppat fans att gå på matcher. 12 342 åskådare såg sedan Kahl och AIK vinna över Varberg med 2–1.
Kahl gjorde sin sista match för AIK den 18 juli 2021 då han bytes in i den 64:e matchminuten mot Filip Rogić, då man slog Kalmar FF med 2–0 på Friends Arena. Kahl gjorde totalt 33 framträdanden för AIK, varav 29 av dem i Allsvenskan.

### AGF
Den 25 juli 2021 skrev Kahl på för Aarhus GF (AGF) i den danska högsta Superligaen. Enligt uppgifter betalade danskarna runt 15-20 miljoner kronor till AIK för Kahls underskrift. Kontraktet gjorde honom knuten till klubben fram till och med 2026.
Eric Kahl gjorde sin debut för klubben den 1 augusti 2021 när man hemma på Ceres Park förlorade mot Randers med 2–1. Kahl var involverad i AGFs enda mål i matchen då han assisterade Dawid Durminowski i den 50:e matchminuten. Den 29 augusti 2021 gjorde Kahl sina två första mål för AGF i en 2–2-match mot Odense. Han snuvades dock sent på hjälterollen efter att Moses Opondos kvitterat för Odense i den 91:a matchminuten.

## Landslagskarriär

### Sverige U21
Efter endast fått träna med Sveriges U18-lag tidigare hade Kahl aldrig innan representerat något av Sveriges ungdomslag. Trots det kallades han in till det Svenska U21-landslaget den 28 augusti 2020 tillsammans med lagkamraten Bilal Hussein. Anledningen var att Jens Cajuste och Kalle Björklund hade tvingats lämna återbud. Sverige skulle spela två EM-kvalmatcher mot Island och Italien den 4 september, samt 8 september 2020.
Fastän Kahl hade kallats in som en slags nödlösning fick han ändå spela båda matcherna mot Island och Italien från start. Matchen mot Island slutade med förlust för Kahl och hans Sverige med 1–0, men matchen mot Italien ryckte svenskarna upp sig och slog italienarna med 3–0.
Tisdagen den 25 maj 2021 meddelade den svenska U21-landslagets förbundskapten Poya Asbaghi att Kahl har tagits ut till de kommande landskamperna.

## Privatliv
Eric Kahl är född på Karolinska sjukhuset i Solna och även uppvuxen i Solna. Kahl har thailändsk påbrå då hans moder kommer från landet. Kahl har en tre år äldre bror, Oscar Kahl, som även han är professionell fotbollsspelare, men i det thailändska-laget Trat FC.

Kahl är en öppen AIK supporter sedan barnsben tillsammans med hela sin familj. Kahls fader har AIK:s klubbmärke tatuerat på vaden och har varje år köpt säsongskort till AIK:s matcher. Inför ett derby mot ärkerivalen Hammarby IF i september 2020 hade en reporter från Aftonbladet frågat Kahl om han var nervös inför derbyt, Kahl svarade då:
| ”           | Varför ska jag vara nervös när jag får spela fotboll för klubben jag älskar? AIK betyder allt för mig. | „ |
| – Eric Kahl | |   |

Kahls idoler när han växte upp var FC Barcelonas, Jordi Alba och Juventus, Alex Sandro som båda två är vänsterbackar, precis som han själv.

## Statistik
| Klubb                                                    | Säsong            | Inhemsk liga      | Inhemsk liga | Inhemsk liga | Nat. täv. | Nat. täv. | Internat. täv. | Internat. täv. | Totalt | Totalt |
| Klubb                                                    | Säsong            | Serie             | SM           | Mål          | SM        | Mål       | SM             | Mål            | SM     | Mål    |
| -------------------------------------------------------- | ----------------- | ----------------- | ------------ | ------------ | --------- | --------- | -------------- | -------------- | ------ | ------ |
| AIK                                                      | 2020              | Allsvenskan       | 26           | 0            | 1         | 0         | 0              | 0              | 27     | 0      |
| AIK                                                      | 2021              | Allsvenskan       | 3            | 0            | 3         | 0         | 0              | 0              | 6      | 0      |
| AIK                                                      | Totalt i klubblag | Totalt i klubblag | 29           | 0            | 4         | 0         | 0              | 0              | 33     | 0      |
| AGF                                                      | 2021/22           | Superligaen       | 4            | 2            | 0         | 0         | 0              | 0              | 4      | 2      |
| AGF                                                      | Totalt i klubblag | Totalt i klubblag | 4            | 2            | 0         | 0         | 0              | 0              | 4      | 2      |
| Antal matcher och mål är korrekt per den 30 augusti 2021 |                   |                   |              |              |           |           |                |                |        |        |